# إسحاق غودناو
إسحاق غودناو هو سياسي أمريكي، ولد في 17 يناير 1814 في ويتنغهام في الولايات المتحدة، وتوفي في 20 مارس 1894 في مانهاتن في الولايات المتحدة. نشط حزبياً في الحزب الجمهوري. وقد انتخب عضو مجلس نواب كنساس ‏.